# Kujtim Bala
Kujtim Bala, né le 25 mai 1990 à Halmstad en Suède est un footballeur suédois d'origine kosovare, qui joue au poste d'arrière gauche. Il évolue actuellement pour les Suédois d'Östersunds FK.